# Northern Air Charter
Die Northern Air Charter GmbH & Co. KG war eine deutsche Fluggesellschaft mit Sitz in Flensburg.

## Geschichte und Flugziele

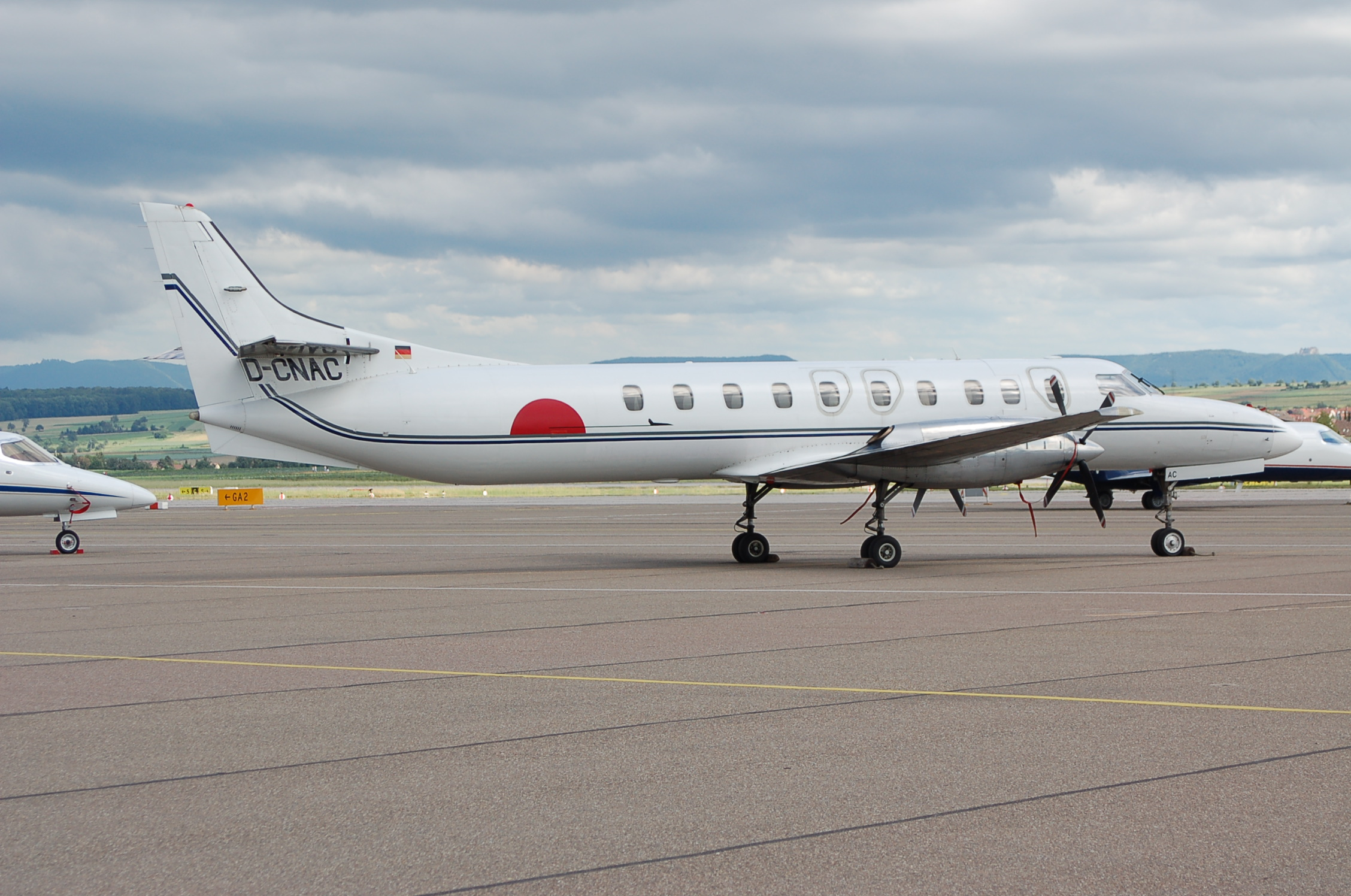
Ehemalige Metro der Northern Air Charter nach Betriebseinstellung im Einsatz für die Bin Air. Das Flugzeug trägt immer noch die Bemalung der Northern Air Charter, lediglich die Titel wurde entfernt.

Die Gründung der Northern Air Charter erfolgte zum 21. August 1991 durch ihren Eigentümer, den ehemaligen Marinepiloten Heiko Harms am Flughafen Flensburg. Die Rolle des Flugbetriebsleiters wurde von Michael Bittner übernommen.
Das Unternehmen betätigte sich hauptsächlich im Frachtflugverkehr und transportierte unter anderem für den Mobiltelefonhersteller Nokia Bauteile zwischen den Werken Flensburg und Edinburgh. Auch Charter- und Rundflüge sowie die Pilotenausbildung gehörten zum Portfolio der Northern Air Charter. 1999 konnte man so unter dem Einsatz von 17 Mitarbeitern einen Umsatz von 7,5 Millionen DM erzielen. Infolge dieses Ergebnisses plante man sowohl die Größe der Flotte als auch die Anzahl der Angestellten zu erhöhen, während Nokia die europaweite Auslieferung von in Flensburg gebauten Mobiltelefonen durch Northern Air Charter in Aussicht stellte.
Im Jahre 2000 gab die mittlerweile 30 Mitarbeiter zählende Northern Air Charter die Errichtung von Infrastruktur zur Wartung der eigenen Flotte bekannt. Mussten die Maschinen bis dato zur Instandhaltung zum Flughafen Köln/Bonn geflogen werden, entstanden nun am Flughafen Flensburg drei Flugzeughallen.
Im September 2002 gab man die Aufnahme von Verbindungen zwischen Lübeck und Kaliningrad mit einer Maschine des Typs Metroliner bekannt. Dieser Schritt erfolgte im Einklang mit einem durch die schleswig-holsteinische Regierung verabschiedeten Memorandum. Der Erstflug erfolgte zum 12. November desselben Jahres, wenngleich es der Northern Air Charter nie gelang, diesen Bedarfsluftverkehr zu festen Zeiten in eine regelmäßige Linienverbindung zu überführen.
Die Gesellschaft wurde mit der Eröffnung des Insolvenzverfahrens am 3. April 2003 aufgelöst.

## Flotte
Die Flotte der Northern Air Charter bestand im Jahre 2001 aus den folgenden fünf Flugzeugen:
| Flugzeugtyp          | Anzahl | Luftfahrzeugkennzeichen | Konfiguration             |
| -------------------- | ------ | ----------------------- | ------------------------- |
| Fairchild Merlin 300 | 1      | D-IHBL                  | 6 Sitzplätze              |
| Fairchild Merlin IVC | 1      | D-CCCC                  | 6 Sitzplätze              |
| Fairchild Metro 23   | 2      | D-CNAC, D-CNAG          | 19 Sitzplätze oder Fracht |
| Fairchild Metro III  | 1      | D-CNAF                  | Fracht                    |
| Gesamt               | 5      |                         |                           |